# Calera (Oklahoma)
Calera é uma cidade  localizada no estado norte-americano de Oklahoma, no Condado de Bryan.

## Demografia
Segundo o censo norte-americano de 2000, a sua população era de 1739 habitantes. 
Em 2006, foi estimada uma população de 1808, um aumento de 69 (4.0%).

## Geografia
De acordo com o United States Census Bureau tem uma área de 
6,6 km², dos quais 6,6 km² cobertos por terra e 0,0 km² cobertos por água.

## Localidades na vizinhança
O diagrama seguinte representa as localidades num raio de 12 km ao redor de Calera. 